# Santa Rosalia (Palestrina)

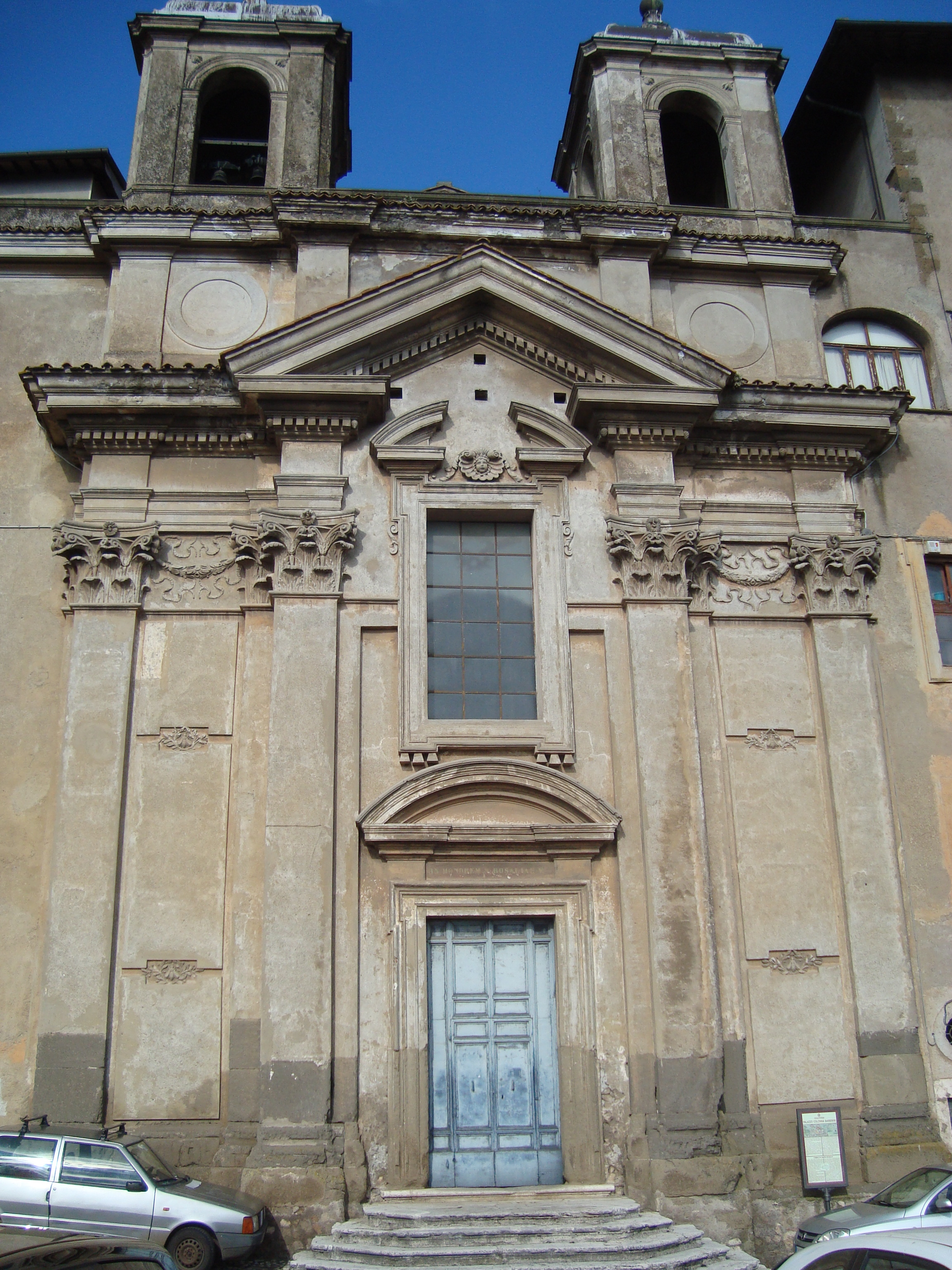
Eingang zur Kirche Santa Rosalia in Palestrina

Santa Rosalia ist eine römisch-katholische Kirche in Palestrina nahe Rom.

## Lage und Nutzung
Die Kirche steht an der Via Barberini im Stadtzentrum Palestrinas, das heute (2017) zur Metropolitanstadt Rom gehört. Die als Familienkapelle erbaute Kirche befindet sich bis heute in Privatbesitz. Sie diente als Bestattungsort bedeutender Mitglieder des Hauses Barberini.

## Geschichte
Die Kirche Santa Rosalia wurde von Taddeo Barberini (1603–1647), dem Oberhaupt der einflussreichen und vermögenden Familie Barberini, in Auftrag gegeben. Die Bauplanung stammt von dem Architekten Francesco Contini (1599–1669). Vollendet wurde sie unter Maffeo Barberini (1630–1685), die Weihe fand am 7. November 1660 statt. Die Patronin der Kirche Rosalia galt als Schutzheilige der Prenestini, der Einwohner Palestrinas, während der Pestepidemie von 1656.

## Baubeschreibung

### Außenansicht
Die Kirche mit einem Doppelturm steht eingerückt zwischen den sie flankierenden Gebäuden des Heiligtums der Fortuna Primigenia und dem Palazzo Barberini, mit denen sie ein Halbrund bildet. Im Inneren der Kirche wurden zu Beginn des 18. Jahrhunderts die Grabmale des Fürsten Taddeo Barberini (1603–1647) und des Kardinals Antonio Barberini (1607–1671) an den beiden Längsseiten aufgestellt.

### Innenraum
Die Kirche Santa Rosalia folgt in ihrem Inneren einem zentral orientierten Bauprogramm mit durchgehendem Gesims, vielfarbigen Marmorwänden, einem doppelten Kreuzrippengewölbe, sowie vielfarbigem Marmorschmuck und monumentalen Skulpturen im Chor. Die Pietà-Gruppe, die als „Palestrina-Gruppe“ bezeichnet wird, wurde in einer nischenartigen Kapelle hinter der Sakristei (der Aufbewahrungsort der Grabmale) aufgestellt. Eine spätere Skulptur, die Michelangelo zugeschrieben wird, befindet sich heute in der Galleria dell’Accademia in Florenz.

### Ausstattung
In der Gestaltung der Grabmale – zur Rechten das von Taddeo Barberini, zur Linken das seines Bruders Kardinal Antonio Barberini – mischte der Bildhauer, der Elemente der Formgebung von Bernini übernahm, die geometrischen Figuren des Dreiecks (als eine Art von Pyramide in giallo antico, „antikem Goldmarmor“ gehalten und auf Löwentatzen ruhend) und des Kreises (als Medaillon in grauem Marmor mit Büsten der Verstorbenen) zu einer Komposition, die in ihrer Konzentration auf die beiden Porträts statisch erscheint, hingegen durch Engelsfiguren belebt, die auf Antonios Grabmal das Epitaph zu schreiben scheinen und auf Taddeos Grabmal Trompete spielen. Sie bilden typisch barocke Formelemente, die im Moment der Handlung gleichsam eingefroren sind. Die reichhaltige Draperie, die zerzausten, dabei jedoch harmonischen Haarlocken, Flügel und Gefieder in detaillierter Darstellung und die weiche Gestaltung der Figuren – das alles ist verbunden mit einer Lichtführung, die gleichsam Höhepunkte in der streng geometrischen Anordnung der vielfarbigen Marmorwände setzt.